# Moncucco Torinese
Moncucco Torinese est une commune italienne de moins de 1 000 habitants située dans la province d'Asti, dans la région du Piémont.

## Administration
| Période                                  | Période  | Identité          | Étiquette | Qualité |
| ---------------------------------------- | -------- | ----------------- | --------- | ------- |
| 14 juin 2004                             | En cours | Gianpaolo Fassino | civica    |         |
| Les données manquantes sont à compléter. |          |                   |           |         |

### Communes limitrophes
Albugnano, Arignano, Berzano di San Pietro, Castelnuovo Don Bosco, Cinzano, Marentino, Mombello di Torino, Moriondo Torinese, Sciolze